# Villebéon
 Villebéon  es una población y comuna francesa, en la región de Isla de Francia, departamento de Sena y Marne, en el distrito de Fontainebleau y cantón de Lorrez-le-Bocage-Préaux.

## Demografía
| 308 | 234 | 253 | 303 | 356 | 406 |
| Para los censos de 1962 a 1999 la población legal corresponde a la población sin duplicidades (Fuente: INSEE [Consultar]) |     |     |     |     |     |